# يعقوب الغامدي
أبو يعقوب جمعان بن علي الغامدي والمعروف بـ "يعقوب الغامدي" من منطقة الباحة، يعود نسبة لأحدى أشهر وأعرق القبائل في شبه الجزيرة العربية وتقع ديارها في جنوب غرب المملكة العربية السعودية وهي قبيلة غامد.
نشأ في بيئة صالحه طيبه وتأثر بها، وكان صاحب طرفة خفيف الظل متواضع شجاع.

## البداية: أفغانستان_طاجيكستان
سمع داعي الجهاد في أفغانستان فلبى النداء وسافر إلى أفغانستان للجهاد ضد القوات الروسية، ذهب هناك وعمره لم يتجاوز السابعة عشر عاما، ثم عاد مرة أخرى إلى السعودية ومن ثم عاد مرة أخرى لأفغانستان للجهاد.
التحق مع خطاب في سرية اُحد ورابط في جلال آباد، و شارك في عدة معارك، انتهى القتال في أفغانستان وقرر خطاب ان يشارك مع إخوانه في طاجكستان جهادهم وفعلا اعد واستعد هو ومجموعته القليلة العدد والعدة ورابط هناك مع إخوانه وتنوعت أعماله وتعددت مشاربه في طاجكستان.
بعد انتهاء الأحداث في طاجكستان بقيت مجموعة خطاب في مواقعها، فذهب خطاب إلى الشيشان والتقى بأهلها لمعاينة البلد وأحواله، طلب خطاب أحد إخوان المجاهدين واحد أعوانه العرب من طاجكستان، أعجب خطاب بأرض الشيشان وأهلها وشدة بأس مقاتليها، فطلب خطاب من حكيم المدني القدوم إليه في الشيشان، عندها رفض يعقوب الغامدي وقال والله لا تذهب إلا رجلي برجلك (كما قال)، فأذن لهما خطاب بالقدوم وفعلا طارا إلى أذربيجان ومن ثم رتب لهم الشيشانيين الدخول كلٌ على حده ودخل أولاً حكيم المدني، ولحقه يعقوب بعدها ولكن حدثت له حادثة كادت تنهي مسيرته الجاهدية.
الحادثة
طريقة الدخول لأرض الشيشان كانت بأن يوصل أحد الرجال الشيشانين يعقوب ومعه دليل شيشاني أخر بالسيارة إلى منطقه معينه، ومن ثم يواصلون الدخول سيرا على الأقدام بمحاذاة البوسطه الروسية، تقدم الأخ الشيشاني وخلفه يعقوب، وبينما الأخ يتقدم إذ أحاط به الروس من كل جانب وحاصروه، فصاح الاخ الشيشاني بأعلى صوته ليعقوب الغامدي ان يفر وينفذ بجلده، وفعلا فر يعقوب وأُسر الأخ الشيشاني وهام يعقوب على وجهه، كان الوقت ليلا والدنيا مظلمة ولا يعرف أي شي في الطريق، فذهب وتنقل سيرا على الأقدام وهو لا يعرف إلى أين هو متجهه، حتى وصل إلى قرية ووجد بها السيارة التي نقلته هو وصاحبه متوقفه عند أحد البيوت، طرق الباب وطلب من صاحب المنزل صاحب هذه السيارة، وفعلا خرج له صاحبه وتعانقا ونجاه الله من الأسر والضياع وقام بارجاعه لاحقاً، ترتبت أمور دخوله مرة أخرى واستطاع بفضل الله الدخول إلى الشيشان، فرح به خطاب وإخوانه وفرح بهم فكون خطاب المجموعات وبدأوا طريقهم في الجهاد.

جمعان الغامدي في تقرير لقناة الجزيرة.

## الشيشان
انتهت الحرب الأولى فكان مسؤولا عن معسكر خطاب فخرج الله على يديه عددا من المقاتلين الشيشان.
كتب الله له الزواج من إحدى العوائل الشيشانيّة ورزق منها بذريّة.
بدأت الحرب الثانية وكانت اشد قوة وشراسة من الحرب الأولى، تعلم الكثير الكثير حتى أصبح جنرالا بل قائد أركان جيش حرب بالمصطلح الحديث.
وكان هو ومجموعته بداخل مدينة قروزني يكمن للروس في كل مكان.
اثخن بالعدو الروسي اشد الإثخان وأذاقه الويلات والحسرات، حيث ذكر أحد المجاهدين في مذكراته التي بعنوان (ذكرياتي من كابل إلى بغداد) أنه أسقط مروحية روسية ناقلة للجنود بصاروخ sam7، وشارك أيضا في إحدى العمليات الجهادية تحت امرة القائد أبو الوليد الغامدي حيث تمركز المجاهدون قرب معسكر روسي وبدؤو بالقصف عليه لمدة يومين.

## وفاته
في سنة 2001 حوصر في إحدى القرى الشيشانيّة من قبل القوات الخاصة الروسية، فتبادل معهم إطلاق النار وأثخن فيهم حتى قتل .